# Herminiocala atomosa
Herminiocala atomosa är en fjärilsart som beskrevs av William Schaus 1911. Herminiocala atomosa ingår i släktet Herminiocala och familjen nattflyn. Inga underarter finns listade i Catalogue of Life.